# Laguna Colejuda
Laguna Colejuda es un cuerpo de agua perteneciente al humedal Reserva Nacional El Yali, sitio Ramsar en Chile central, Región de Valparaíso, Provincia de San Antonio, comuna de Santo Domingo (Chile). Existen antecedentes de la presencia de placeres auríferos y otros metales pesados en este cuerpo de agua.

## Hidrología
Es una laguna permanente, pero que estacionalmente se seca completamente. Presenta altos valores de conductividad y pH. Sus aguas son hiposalinas. El origen de sus aguas es de escurrimiento superficial por precipitaciones y aportes de acuíferos subterráneos. Se encuentra emplazada a unos 2400 m del mar y tiene un espejo de agua de 1300 m de ancho por 2100 m de largo.
En el lecho norte de la laguna se encuentra una roca metamórfica de 2 a 3 m³ correspondiente a un gneiss.

## Población, economía y ecología

### Avifauna
- BLANQUILLO, Podiceps occipitalis.
- HUALA, Podiceps major.
- PIMPOLLO, Podiceps rolland.
- GARZA BOYERA, Bubulcus ibis.
- GARZA CHICA, Egretta thula.
- GARZA CUCA, Ardea cocoi.
- GARZA GRANDE, Casmerodius albus.
- BANDURRIA, Theristicus melanopis.
- YECO, Phalacrocorax brasilianus.
- FLAMENCO CHILENO, Phoenicopterus chilensis.
- CISNE COSCOROBA, Coscoroba coscoroba.
- CISNE DE CUELLO NEGRO, Cygnus melancoryphus.
- PATO CUCHARA, Anas platalea.
- PATO GARGANTILLO, Anas bahamensis.
- PATO JERGÓN CHICO, Anas flavirostris.
- PATO JERGÓN GRANDE, Anas georgica.
- PATO RANA DE PICO DELGADO, Oxyura vittata.
- PATO REAL, Anas silbilatrix.
- PIDÉN, Pardirallus sanguinolentus.
- TAGUA CHICA, Fulica leucoptera.
- TAGUA, Fulica armillata.
- TAGÜITA, Gallinula melanops.
- CHORLO NEVADO, Charadrius alexandrinus.
- CHORLO DE COLLAR, Charadrius collaris.
- QUELTEHUE, Vanellus chilensis.
- GAVIOTA CÁHUIL, Larus maculipennis.
- GAVIOTA DOMINICANA, Larus dominicanus.
- PERRITO, Himantopus melanorus.
- PITOTOY GRANDE, Tringa melanoleuca.
- PLAYERO GRANDE, Catoptrophorus semipalmatus.
- PLAYERO BLANCO, Calidris alba.
- TIUQUE, Malvago chimango.
- JOTE CABEZA COLORADA, Cathartes aura.
- JOTE CABEZA NEGRA, Coragyps atratus.
- AGUILUCHO COMÚN, Buteo polyosoma.
- BAILARÍN, Elanus leucurus.
- PEUCO, Parabuteo unicinctus.
- TORTOLITA CUYANA, Columbina picui.
- TÓRTOLA, Zenaida auriculata.
- LECHUZA, Tyto alba.
- CHUNCO, Glaucidium nanum.
- TUCUQUERE, Bubo virginianus.
- CHURRETE ACANELADO, Cinclodes fuscus.
- CHURRETE, Cinclodes patagonicus.
- TIJERAL, Leptasthenura aegithaloides.
- CACHUDITO, Anairetes parulus.
- COLEGIAL, Lessonia rufa.
- DIUCON, Xolmis pyrope.
- DORMILONA TONTITO, Muscisaxicola macloviana.
- FIO-FIO, Elaenia albiceps.
- MERO, Agriornis livida.
- RARA, Phytotoma rara.
- GOLONDRINA CHILENA, Tachycineta meyeni.
- CHERCAN, Troglodytes aedon.
- ZORZAL, Turdus falcklandii.
- TENCA, Mimus thenca.
- BAILARÍN CHICO, Anthus correndera.
- CHINCOL, Zonotrichia capensis.
- CHIRIHUE, Sicalis luteiventris.
- COMETOCINO DE GAY, Phrygilus gayi.
- DIUCA, Diuca diuca.
- PLATERO, Phrygilus alaudinus.
- YAL, Phrygilus fruticeti.
- LOICA, Sturnella loyca.
- MIRLO, Molothrus bonariensis.
- TORDO, Curaeus curaeus.
- TRILE, Agelaius thilius.
- JILGUERO, Carduelis barbata.
- GORRION, Passer domesticus.
- PICAFLOR, Sephanoides sephanoides.
- PICAFLOR GIGANTE, Patagona gigas.
- CODORNIZ, Callipepla californica.
- GALLINA CIEGA, Caprimulgus longirostis.
- PERDIZ CHILENA, Nothoprocta perdicaria.
- CARPINTERITO, Picoides lignarius.
- PITIO, Colaptes pitius.